# Eric Botteghin
Eric Fernando Botteghin (* 31. srpna 1987, São Paulo) je brazilský fotbalový obránce od roku 2013 hrající za nizozemský klub FC Groningen. Hraje na postu stopera (středního obránce).

## Klubová kariéra
V lednu 2007 přestoupil z Brazílie do Nizozemska do klubu FC Zwolle, kde hrál až do léta 2011. Poté odešel do NAC Breda a odtud v roce 2011 do FC Groningen.
V roce 2015 přestoupil do Feyenoord, kde v roce 2017 podepsal novou smlouvu do roku 2020. 22. dubna 2018 společně s Feyenoord vyhrál Nizozemský fotbalový pohár, když ve finále porazili AZ Alkmaar 3–0. V roce 2020 byla jeho smlouva ještě o jeden rok prodloužena.
3. srpna 2021 podepsal dvouroční smlouvu s italským týmem Ascoli.